# Saint-Thomas (Górna Garonna)
Saint-Thomas – miejscowość i gmina we Francji, w regionie Oksytania, w departamencie Górna Garonna.
Według danych na rok 1990 gminę zamieszkiwały 362 osoby, a gęstość zaludnienia wynosiła 26 osób/km² (wśród 3020 gmin regionu Midi-Pireneje Saint-Thomas plasuje się na 709. miejscu pod względem liczby ludności, natomiast pod względem powierzchni na miejscu 828.).